# Santiago Amat
Santiago Amat Cansino (ur. 22 czerwca 1887 w Barcelonie, zm. 5 listopada 1982 tamże) – hiszpański żeglarz sportowy, medalista olimpijski.
Podczas letnich igrzysk olimpijskich w Los Angeles (1932) zdobył brązowy medal w żeglarskiej klasie Snowbird. Był to jego trzeci olimpijski start: w Paryżu (IO 1924) zajął 4. miejsce w klasie monotyp olimpijski oraz 8. miejsce w klasie 6 metrów, natomiast w Amsterdamie (IO 1928) zajął 14. miejsce w klasie jole 12-stopowe.
W 1936 nie mógł uczestniczyć w olimpiadzie w Berlinie (IO 1936) z powodu trwającej od lipca w Hiszpanii wojny domowej. W 1952, w wieku 65 lat, zdobył brązowy medal na żeglarskich mistrzostwach Europy. Trzykrotnie (w latach 1944, 1946 i 1951) zdobył tytuły mistrza Hiszpanii w klasie Słonka.